# Зенкенберг, Генрих Христиан
Генрих Христиан Зенкенберг (нем. Heinrich Christian Freiherr von Senckenberg; 19 октября 1704, Франкфурт-на-Майне — 30 мая 1768, Вена) — известный немецкий юрист и историк XVIII века. Отец Рената Зенкенберга.

## Биография
Генрих Кристиан был старшим сыном франкфуртского врача Иоганна Хартманна Зенкенберга (1655—1730) и его второй жены Анны Маргареты из рода Раумбургеров (1682—1740). Брак его родителей считался несчастным. Его мать изображается историками Георгом Людвигом Кригком и Рудольфом Юнгом как фурия и мегера, которая оказывала влияние на сыновей — кроме Генриха Кристиана в семье было ещё трое братьев — Иоганн Христиан (1707—1772), Конрад Хиронимус (1709—1739) и Иоганн Эрасмус (1717—1795). Поэтому с ранних лет Генрих воспитывался у родственников в Гиссене и, таким образом, избегал неблагоприятного влияния матери.
Он изучал юриспруденцию в Гиссене и провёл несколько лет во Франкфурте, где жил отличный юрист городского права Иоганн Филипп Орт (Orth, Johann Philipp). В 1729 году он уже был адвокатом в родном городе, однако, в следующем году поступил на службу к Карлу фон Дхауну, графу Вильдскому и Рейнскому. В это время им написано первое научно-историческое исследование «Selecta juris».
В 1729 году Генрих получил степень доктора юридических наук, а в 1735 году был приглашён в Гёттинген в только что основанный университет как профессор юриспруденции. Там же 1738 году он получил степень доктора философских наук.
В 1738 году Генрих отбыл в Гиссен, а в 1744 году после ранней смерти первой жены вернулся во Франкфурт. Здесь в том же году он был назначен имперским надворным советником при императорской коронации Франца I.
Затем Зенкенберг переселился в Вену и поднялся до титула имперского барона, присвоенного ему в 1751 году. До самой смерти он считался самым близким советником имперского вице-канцлера. В течение всей дальнейшей жизни он всего дважды посещал родной город — в 1754 году для лечения и в 1764 году для присутствия при коронации императора Иосифа II. Тем не менее, Генрих принимал участие в городской политике Франкфурта.

## Личная жизнь
Генрих Христиан фон Зенкенберг был женат дважды. От второй жены Софи Элизабет фон Пальм у него было двое сыновей — Ренат Леопольд Христиан Карл фон Зенкенберг (1751—1800) и Карл Христиан Генрих фон Зенкенберг (1760—1842). Оба сына не оставили потомков, поэтому со смертью младшего сына эта ветвь Зенкенбергов пресеклась.

## Научные работы
Из его многочисленных произведений наибольшей известностью пользовались: «Selecta juris et historiarum tum anecdota tum jam edita et rariora» (Франкфурт, 1734—1742); «Corpus juris feudalis Germanici» или полное собрание немецких и лангобардских ленных прав (1740); «Corpus juris Germanici publici ас privati hactenus ineditum» (1760—1766).
Весьма ценными для истории права являются его сочинение: «Gedanken von dem jeder Zeit lebhaften Gebrauche des uralten teutschen bürgerlichen u. Staatsrechts in den nachherigen Reichsgesetzen u. Gewohnheiten» (1759). Кроме того Зенкенбергом был издан, в сотрудничестве с Е. А. Кохом, сборник решений имперского сейма, под названием: «Neuere und vollständigere Sammlung der Reichsabschiede».